# Presbyter assistens
Als Presbyter assistens (lateinisch helfender Priester) wird ein Kleriker bezeichnet, der bei der Feier der heiligen Messe dem Hauptzelebranten behilflich ist.

## Ursprung

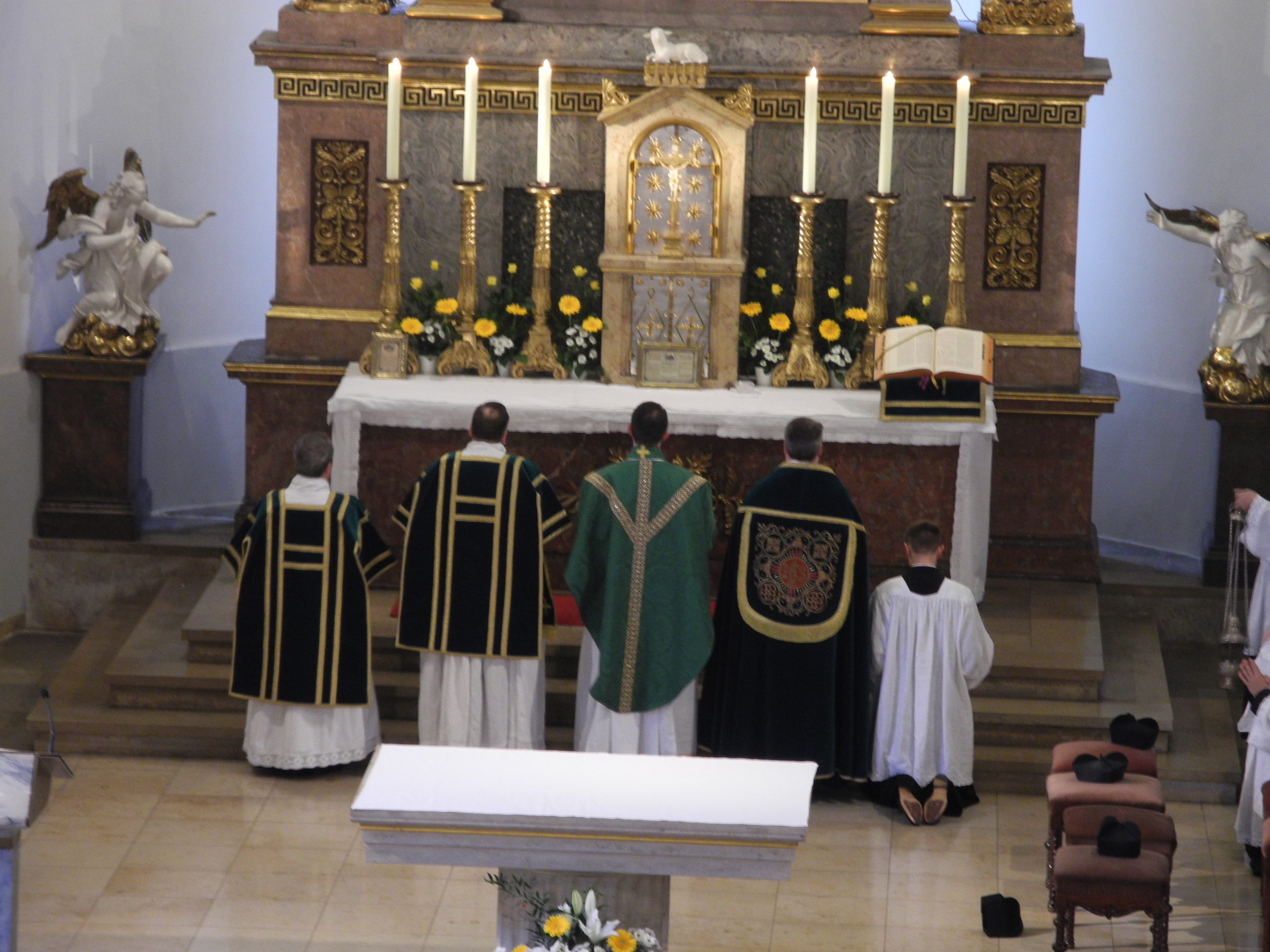
Presbyter assistens rechts neben dem Zelebranten in einer Primizmesse, zelebriert als Levitenamt

Der Presbyter assistens amtierte seit dem 10. Jahrhundert im Pontifikalamt, später war sein Dienst vorgeschrieben. Er ist zu verstehen als Vertreter des Priesterkollegiums bei der Bischofsmesse. An manchen Orten waren es im Hochmittelalter zwei, in Frankreich bis zu sechs Priester, die bei der heiligen Messe neben der Kathedra des Bischofs saßen oder standen.
Seit der Liturgiereform des zweiten Vatikanischen Konzils ist in der Liturgie kein Presbyter assistens mehr vorgesehen. Bei der Feier der heiligen Messe nach dem Missale Romanum von 1962 ist noch heute die Mitwirkung eines Presbyter assistens möglich.

## Aufgaben
Da die liturgischen Feiern des Bischofs, besonders etwa die Priesterweihe, einen sehr komplexen Aufbau hatten, hatte der Presbyter assistens die Funktion, dem Bischof behilflich zu sein. Der Dienst des Presbyter assistens war einem erfahrenen Priester vorbehalten.
Er zeigte beispielsweise mit dem Digitus die zu lesenden Stellen im Pontifikale an und fungierte als eine Art Zeremoniar, der mit dem Pluviale bekleidet, stets dem Zelebranten zur Seite stand. Ihm fiel auch zu, die oft komplizierten Bewegungsabläufe des Zelebranten zu lenken. Weiterhin trug er während der Beweihräucherung des Altares das Messbuch beiseite.
Des Weiteren wurde einem Neupriester bei der Feier seiner Primizmesse ein Presbyter assistens zugestanden.